# La Cebadilla, Jalisco
La Cebadilla är en ort i Mexiko.   Den ligger i kommunen Tepatitlán de Morelos och delstaten Jalisco, i den centrala delen av landet, 400 km väster om huvudstaden Mexico City. La Cebadilla ligger 1 966 meter över havet och antalet invånare är 109.
Terrängen runt La Cebadilla är platt åt sydost, men åt nordväst är den kuperad. Terrängen runt La Cebadilla sluttar söderut. Runt La Cebadilla är det ganska tätbefolkat, med 86 invånare per kvadratkilometer. Närmaste större samhälle är Tepatitlán de Morelos, 8,4 km söder om La Cebadilla. I omgivningarna runt La Cebadilla växer huvudsakligen savannskog.